# Hej rup!
Hej rup! je česká komedie Martina „Mac“ Friče z roku 1934. Film ukazuje těžký úděl nezaměstnaných (Jan Werich a Jiří Voskovec), kteří si spolu s dalšími založí mlékárenské družstvo, a tím se jim vrátí životní optimismus.
Žánr filmu lze definovat přibližně jako sociální komedii.
Výprava a architekt filmu byli Guido Lagus a Rudolf Wels, výroba: Meissner.

## Děj
Továrník Jakub Simonides (Jan Werich) je svým konkurentem Worstem (Josef Skřivan) na pět dnů a pět nocí „uklizen“ do ústraní v baru Pokker Club. Během těchto pěti dnů se akcie jeho podniku propadnou natolik, že Simonides končí na dlažbě. Setkává se s nezaměstnaným dělníkem Filipem (Jiří Voskovec), se kterým si zkoušejí neúspěšně vydělat peníze jako zahradníci či cestáři. Při žehlení kalhot parním válcem jim válec ujede. Při honičce za ním se setkávají s mladou ženou Martou (Helena Bušová), která dělala barmanku v podniku, kde Simonides strávil oněch pět dní. Ta posléze předá Simonidesovi jeho ztracenou peněženku, ve které nachází dopis, že mu zůstává jedna parcela i s domem.
Společně se chystají přestěhovat do onoho domu, který je ale pouze nedostavěnou hrubou stavbou. Simonides s Filipem začínají s dostavbou, přidávají se k nim další nezaměstnaní a společnými silami dostaví dům, pořídí krávu a vybudují mlékárenské družstvo Hej Rup!.
Worst se snaží Simonidese opět zbavit, ale místo toho Hej Rup! skupují jeho akcie a přebírají jeho továrnu sami.
Zajímavosti

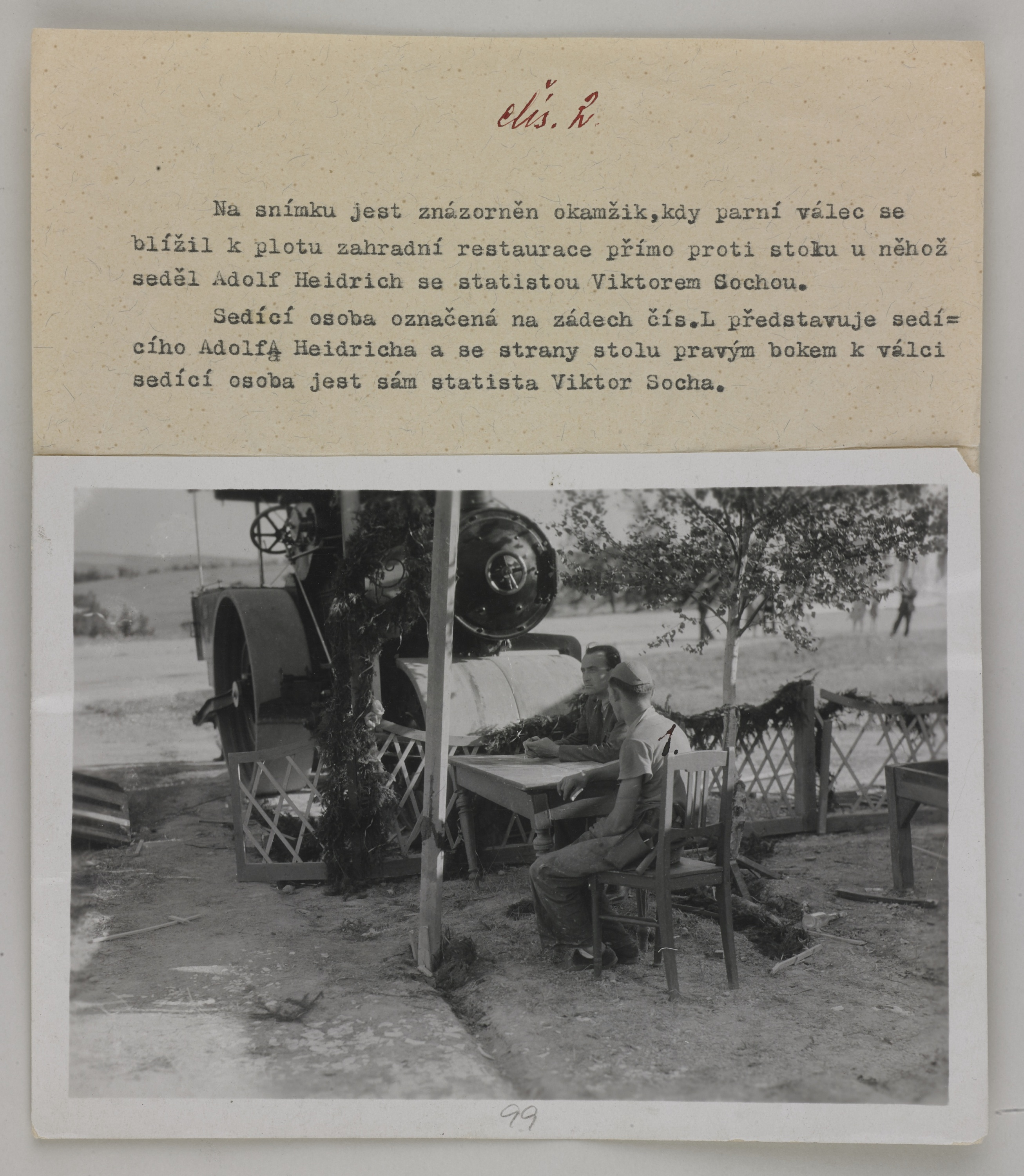
Strana soudního spisu ve věci smrti Adolfa Heidricha během natáčení filmu Hej rup! (SOA Praha)

Při natáčení scény, kdy neřízený válec vjel mezi hosty zahradní restaurace, zahynul herec Adolf Heidrich-Marek, kterému bylo 50 let a svého času byl ředitelem jednoho z tehdejších divadel. Do komparsu se dostal náhodou, špatně chodil a při natáčení se díval do kamery. Byl kvůli tomu přesazen na jiné místo vedle dalšího statisty. Tomu se podařilo včas uskočit, na Heidricha-Marka měla ale údajně spadnout plátěná kulisa, spadl přímo pod parní válec a byl na místě mrtev. Tato scéna nebyla do filmu z pochopitelných důvodů zařazena. Při následujícím soudním řízení byl režisér Martin Frič obviněn z nedostatečných bezpečnostních opatření a byl odsouzen na pět měsíců s odkladem na podmíněnou dobu dvou let. Později byl za oběť nehody občas uváděn Vladimír Heidrich-Marek, jeho bratr a nevlastní sourozenec herečky Xeny Longenové (rod. jméno Polyxena Marková), který ve filmu rovněž hrál (člena správní rady kujícího s ostatními pikle), avšak ten zemřel až roku 1939.

## Odraz v kultuře
Film dal v roce 1936 jméno stejnojmennému levicovému týdeníku Hej rup, který vydával komunistický Svaz mladých.